# Finale di European Rugby Champions Cup 2015-2016
La finale di European Rugby Champions Cup 2015-16 fu la gara di assegnazione del titolo di campione della 21ª edizione della massima competizione europea per club di rugby a 15.
Si tenne il 14 maggio 2016 al Parco dell'Olympique Lione tra la francese Racing 92 e l'inglese Saracens: fu quest'ultima, vincendo 21-9, a imporsi campione europea di club per la prima volta.

## Il percorso dei club finalisti

### Saracens
Saracens vinse il proprio girone lasciando lungo il proprio percorso netto solo due punti di bonus offensivo: sconfisse infatti nell'ordine Tolosa in casa per 32-7, Ulster a Belfast 27-9, Oyonnax 45-10 in Francia e 55-13 nel ritorno tra le mure amiche e guadagnò la qualificazione e il primo posto matematico battendo 33-17 Ulster, la sua più diretta concorrente alla qualificazione; nell'ultima giornata consolidò il primato a quota 28 battendo Tolosa 28-17, così qualificandosi ai play-off con la posizione più alta del seeding e il vantaggio di disputarli sul campo interno.
Un Saracens sottotono riuscì ad avere la meglio nei quarti contro la connazionale Northampton, ultima qualificata del gruppo ma combattiva, che diede battaglia fino ai minuti di recupero (le ultime marcature furono al 76' per i Sarries e all'80' per i Saints); combattuta anche la semifinale contro Wasps, la seconda delle altre quattro inglesi qualificatesi ai play-off: l'incontro si tenne su un piano di sostanziale equilibrio, con due mete per parte, ma fu la precisione al tiro da tre punti di Owen Farrell a fare la differenza e dare al Saracens la finale con il punteggio di 24-17.

### Racing 92
Il club parigino posticipò l'inizio della sua campagna a causa degli attentati che colpirono la capitale francese a novembre 2015: nella seconda giornata di torneo sconfisse Scarlets in trasferta in Galles per 29-12 per poi battere 33-3 Northampton, con cui impattò in Inghilterra 9-9 al ritorno.
Nel recupero della prima giornata batté 34-10 Glasgow Warriors a Parigi e, successivamente, si assicurò la qualificazione battendo 64-14 lo Scarlets; ininfluente ai fini del passaggio ai play-off la sconfitta 5-22 a Glasgow.
Con i 23 punti in classifica ottenuti, il Racing 92 si qualificò come terza migliore del seeding con il vantaggio di disputare in casa il quarto di finale. -->

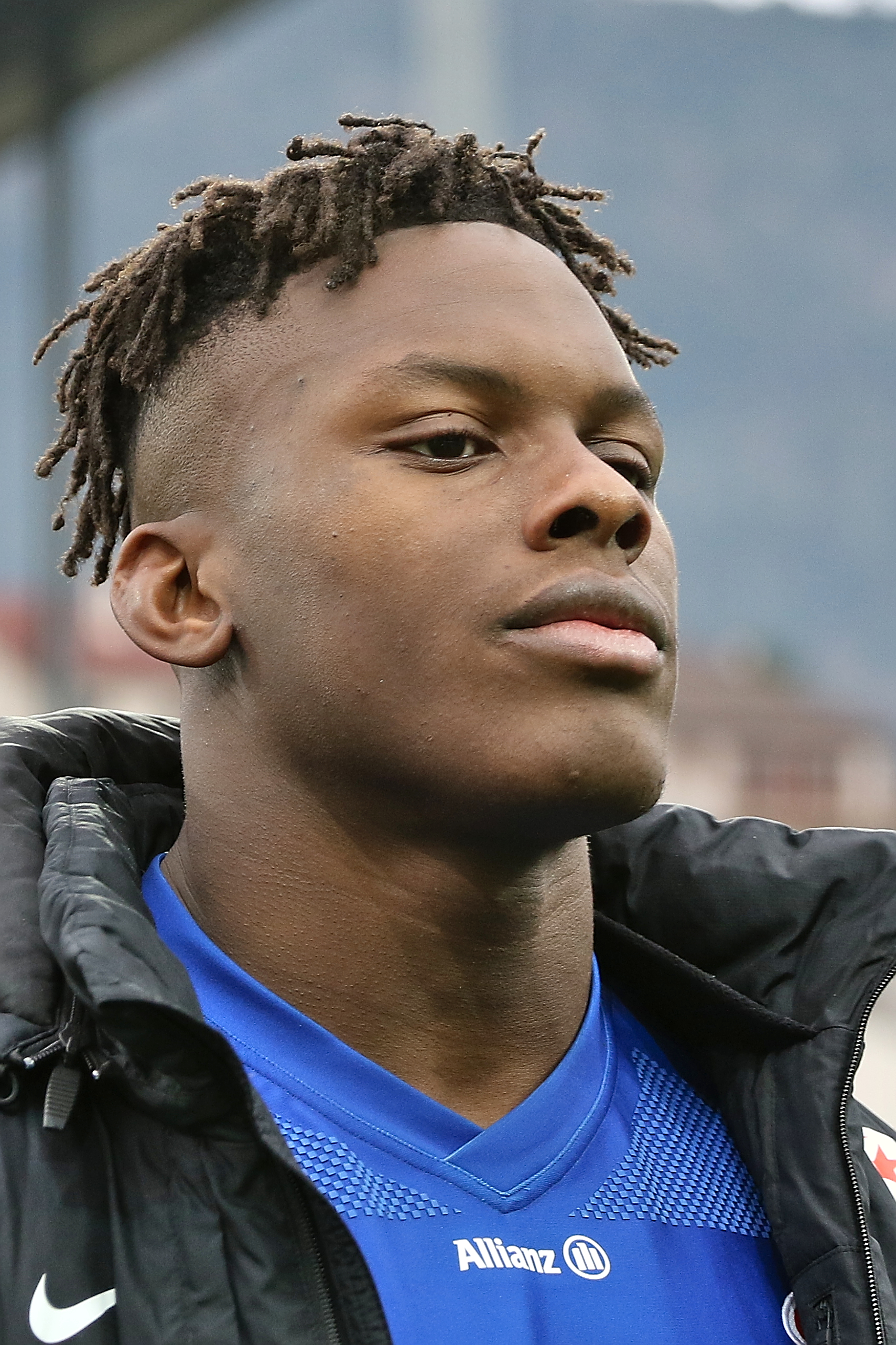
Maro Itoje, man of the match della finale di Lione

A Colombes, il club parigino ebbe la meglio sulla campione uscente Tolone solo nel finale: la partita era sul 16 pari quando a due minuti dalla fine Machenaud realizzò il calcio piazzato che valeva il 19-16 e la semifinale contro Leicester.
A casa della squadra inglese il copione fu lo stesso, anche nel risultato: partita in equilibrio fino a pochi minuti dalla fine sul punteggio di 16-16, ma Goosen al 74' marcò i tre punti che mandarono il Racing in finale.

## La finale
Agli ordini del fischietto gallese Nigel Owens, le due squadre si affrontarono nel nuovissimo stadio dell'Olympique Lione di Décines-Charpieu, inaugurato qualche mese addietro e in procinto di ospitare entro poche settimane il campionato d'Europa di calcio; nonostante il periodo primaverile, la partita si tenne quasi interamente sotto la pioggia e non registrò mete marcate: essa fu decisa dalla piazzola con sette piazzati su sette di Owen Farrell, contro i tre su tre del sudafricano del Racing Johan Goosen.
Al vantaggio inglese iniziale di 3-0 il Racing reagì quasi subito pareggiando i conti, ma prima della mezz'ora il Saracens allungò fino al 9-3 e chiuse sul 12-6 la prima frazione.
L'unica reazione parigina nella ripresa giunse con il Saracens ormai già in vantaggio per 15-6 a quasi venti minuti dalla fine; nel finale altri due piazzati consolidarono il punteggio 21-6, che significò la prima coppa europea per la formazione londinese.
L'inglese Maro Itoje, del Saracens, fu nominato miglior giocatore della finale. 

## Tabellino dell'incontro
| Arbitro: | Nigel Owens |

| |              | |
| 10’, 25’, 32’, 39’, 51’, 76’, 79’ Farrell | c.p.         | 18’, 36’, 58’ J. Goosen |
| · Goode · Ashton · 77’ Taylor · Barritt · Wyles · 80’ Farrell · 80’ Wigglesworth · B. Vunipola · Fraser · 55’ Rhodes · Kruis · Itoje 80’ · 68’ du Plessis · 52’ Brits · 77’ M. Vunipola | Formazioni   | · Dulin · Rokocoko · Goosen · Dumoulin 57’ · Imhoff · Carter 42’ · Machenaud 22’ · Masoe · Le Roux 77’ · Lauret · v.d. Merwe 66’ · Charteris · Tameifuna 68’ · Szarzewski 66’ · Arous 76’ |
| · 52’ George · 77’ Barrington · 68’ Figallo · 80’ Hamilton · 55’ Wray · 80’ Spencer · 80’ Hodgson · 77’ Bosch                                                                           | Sostituzioni | · Lacombe 66’ · Vartanov 76’ · Ducalcon 68’ · Carizza 66’ · Claassen 77’ · Phillips 22’ · Tales 42’ · Chavancy 57’                                                                        |
| Mark McCall | Allenatori   | Laurent Labit |